# Linda Vojtova
Linda Vojtova (sinh ngày 22 tháng 6 năm 1985 tại Prague, Cộng hòa Séc) là một người mẫu đã dành hạng nhất của giải Elite Model Look năm 2000 khi cô mới 15 tuổi. Sau đó cô đã bước chân vào làng giải trí và là người mẫu của các tạp chí thời trang như Vogue, ELLE, Glamour, Amica, The European Magazine, Surface. Linda Vojtova có thân hình hoàn hảo với chiều cao 1,78m, số đo 3 vòng 86-62-89 và ánh mắt xanh đẹp cộng với mái tóc màu hạt dẻ.

## Sự nghiệp
Khi đang học cấp 3, nghe theo lời bạn bè, Linda Vojtova quyết định tham dự cuộc thi tìm kiếm siêu mẫu trẻ do công ty thời trang Elite tổ chức, cô bất ngờ giành giải nhất và được cử đi tham dự cuộc thi siêu mẫu quốc tế ở Thụy Sĩ. Vượt qua nhiều siêu mẫu khác, Linda Vojtova một lần nữa lại giành chiến thắng. Kể từ đó, cái tên Linda Vojtova bắt đầu trở nên nổi tiếng. Linda nhận được rất nhiều lời mời gia nhập của các đại lý người mẫu tên tuổi nhưng cô đã từ chối tất cả để chuyên tâm vào việc hoàn thành nốt 3 năm học trung học của mình. Trong thời gian đó, Linda chỉ tham gia một vài buổi chụp hình và một vài show diễn nhỏ.
Linda Vojtova đến lập nghiệp ở New York, Mỹ năm 2002, khi cô 17 tuổi. Chỉ sau khi đến Mỹ một năm, Linda đã liên tục được mời trình diễn cho các thương hiệu thời trang danh tiếng như: Cacharel, Carolina Herrera, Emmanuel Ungaro, Givenchy, Louis Vuitton, Miu Miu, Prada, Salvatore Ferragamo, Sonia Rykiel... Bên cạnh đó, cô bắt đầu có cơ hội chụp hình cho các ấn phẩm thời trang hàng đầu như: Vogue, Glamour, Surface... Linda Vojtova trở thành một trong những siêu mẫu được "săn đón" nhất. Linda Vojtova xuất hiện trong hàng chục chiến dịch quảng cáo lớn của Diesel, Elie Saab, Escada, Giorgio Armani, La Perla, Mango, Max Mara, Swarovski, Victoria"s Secret. Thành công lớn nhất của siêu mẫu chính là bản hợp đồng với hai hãng đồ lót nổi tiếng là Victoria"s Secret và Palmers.
Linda bày tỏ khi nói về sự nghiệp của mình: "Tôi sẽ chẳng bao giờ rời khỏi Praha nếu tôi không làm người mẫu. Tôi sẽ chẳng thể biết New York, Paris, London thì như thế nào. Tôi thích được đi du lịch, khám phá và nghề người mẫu cho tôi cơ hội tuyệt vời đó".
Ngoài ra, Linda Vojtova còn làm từ thiện. Cô muốn được đến tận nơi để giúp đỡ các trẻ em nghèo ở Ấn Độ và Châu Phi.